# Kıbrıscık
Kıbrıscık ist eine Stadt und ein Landkreis der türkischen Provinz Bolu. Der Ort liegt etwa 40 Kilometer südöstlich der Provinzhauptstadt Bolu. Das Stadtsiegel weist die Jahreszahl 1958 auf, das könnte ein Hinweis auf das Jahr der Erhebung zur Belediye sein.
Der Landkreis liegt im Süden der Provinz. Er grenzt im Westen an den Kreis Seben, im Nordosten an Dörtdivan und im Süden an die Provinz Ankara (Kreis Beypazarı). Die Stadt ist durch eine Landstraße nach Norden mit Bolu und nach Süden mit Beypazarı in der Provinz Ankara verbunden. Der bergige Landkreis liegt komplett im Gebirge Köroğlu Dağları. Das Gebiet durchquert von Ost nach West der Fluss Ulu Çayı, der weiter westlich in den Aladağ Çayı und mit diesem gemeinsam in den Sakarya fließt.
Der bevölkerungsärmste Landkreis besteht neben der Kreisstadt (etwa 37 Prozent der Kreisbevölkerung) noch aus 22 Dörfern (Köy) mit durchschnittlich 89 Bewohnern. Das ist der niedrigste Durchschnitt der Provinz. Das bevölkerungsreichste Dorf ist Alemdar mit 210 Einwohnern. Der Kreis hat die niedrigste Bevölkerungsdichte der Provinz (5,5 Einw. je km²).